# Jazz nad Odrą
Jazz nad Odrą – jazzowy festiwal muzyczny organizowany od 1964 r. we Wrocławiu.
Do 1989 r. festiwal był imprezą studencką organizowaną przez Zrzeszenie Studentów Polskich (ZSP) i wrocławski klub „Pałacyk”. Obecnie organizatorem jest Biuro Festiwalowe Impart 2016 wraz z Fundacją Jazz nad Odrą i Polskim Stowarzyszeniem Jazzowym Oddział Wrocław.
Już od początku wrocławska impreza cieszyła się dużym prestiżem i zajmowała ważną pozycję na polskiej scenie muzycznej. W jej koncertach uczestniczyli najbardziej liczący się polscy jazzmani. Z biegiem lat – i zgodnie z oczekiwaniami wymagającej publiczności – pojawiały się coraz bardziej znaczące gwiazdy światowej sceny jazzowej.
Koncerty odbywały się w wielu prestiżowych salach Wrocławia: Filharmonii, Studio PR, Teatrze Polskim, Teatrze Współczesnym, Operze czy Hali Ludowej, obecnie większość koncertów odbywa się w salach Centrum Sztuki Impart.
Organizatorzy festiwalu zawsze przywiązywali ogromną wagę do konkursu. Uczestnictwo w nim – oraz ewentualne nagrody i wyróżnienia – często otwierały drogę do wielkiej kariery muzycznej. Konkurs wyłonił tak znaczące indywidualności polskiej sceny jazzowej, jak: Włodzimierz Nahorny, Zbigniew Seifert, Krzesimir Dębski, Jarosław Śmietana, Janusz Strobel, Piotr Baron, Laboratorium, Henryk Miśkiewicz, Tomasz Szukalski, Andrzej Zaucha, Ewa Bem.
Na festiwalu występują także przedstawiciele odmiennych od jazzu gatunków muzycznych.

## Historia festiwalu
Pierwowzorem Jazzu nad Odrą był I Ogólnopolski Przegląd Studenckich Zespołów Jazzowych. Stworzyło go wrocławskie ZSP w dniach 5 i 6 maja 1957 r. z okazji Dni Wrocławia. Inspiracją do powstania przeglądu był V Światowy Festiwal Młodzieży i Studentów, który odbył się w 1955 r. w Warszawie. Warszawski przegląd był nie tylko możliwością buntu dla ówczesnej młodzieży wobec komunistycznych władz, ale również dał on początek narodzinom ich wrocławskiego odpowiednika: Jazzu nad Odrą.
W latach 50. w komunistycznych gazetach jazz często utożsamiany był z dzikością, niesubordynacją, rozbestwioną młodzieżą i upadkiem moralnym, dlatego też wszelkie wydarzenia związane z jazzem nie były mile widziane przez cenzorów PRL. Jednak muzyka jazzowa cieszyła się niezwykłą popularnością wśród młodych ludzi. W 1963 r. trzej wrocławscy studenci: Karol Maskos, Andrzej Żurek i Aleksander Fleischer zaproponowali zorganizowanie przeglądu-konkursu młodych pianistów jazzowych z Dolnego Śląska. Pomysł spotkał się z aprobatą ZSP, które udzieliło wsparcia projektowi i w 1964 r. miał miejsce pierwszy Jazz nad Odrą, początkowo znany jako Przegląd Jazzowy. Pierwszy festiwal odbył się w siedzibie ZSP – w klubie „Pałacyk” przy ul. Kościuszki 34. Został on otwarty razem z wystawą grafiki jazzowej, przez Józefa Balceraka, redaktora naczelnego miesięcznika „Jazz” (jedyne wówczas profesjonalne polskie pismo o jazzie).
Nadodrzańskie wydarzenie wpisało się już na zawsze w karty historii polskiego jazzu dzięki przychylnym opiniom środowiska jazzowego oraz dzięki popularności, z jaką spotkał się festiwal. Pierwsza edycja festiwalu wyłoniła w konkursie wybitnych polskich muzyków, m.in.: Ryszarda Kruzę – laureata w kategorii zespołowej z Kwartetem Ryszarda Kruzy, uznanego za „indywidualność konkursu”.
Od tamtej pory Jazz nad Odrą odbywał się regularnie co roku, w auli Politechniki Wrocławskiej oraz w klubie „Pałacyk”. W 1967 r. koncert laureatów został przeniesiony do Dużego Studia Polskiego Radia. Jeśli chodzi o nazwę i organizatorów festiwalu, tutaj również nadeszły zmiany. Organizację III Festiwalu Jazz Nad Odrą z rąk Karola Maskosa przejął Wojciech Siwek (student Politechniki Wrocławskiej). Popularność Jazzu Nad Odrą spowodowała powstanie innych festiwali jazzowych w Polsce w tym samym okresie: m.in. Jazz nad Wartą w Poznaniu, Jazz nad Bałtykiem w Gdańsku, Jazz nad Wisłą w Toruniu, olsztyński Jazz nad Łyną, katowicki Jazz nad Rawą oraz białostocki Jazz nad Białą. Festiwalowa konkurencja jeszcze bardziej zmotywowała organizatorów Jazzu nad Odrą do przygotowania jak najciekawszego programu.
IV Jazz Nad Odrą przyjął nową nazwę: IV Krajowy Festiwal Zespołów i Wokalistów Jazzowych. Jednak czwarta edycja festiwalu przyciągnęła również artystów z zagranicy, m.in. z Danii oraz Czechosłowacji, co pozwoliło mu stać się wydarzeniem międzynarodowym.
Kolejne edycje festiwalu niosły ze sobą szereg zmian: zaczynając od tych regulaminowych, kończąc na zmianach w lokalizacji. W celu utrzymania wysokiego poziomu przeglądu, wymagano od muzyków referencji klubów, do których przynależeli, a także dokonywano ich wstępnej selekcji. Biorąc pod uwagę fakt, iż festiwal cieszył się coraz większą popularnością i renomą, przybywało również chętnych do uczestnictwa w tym wydarzeniu.
Jazz nad Odrą miał miejsce nieprzerwanie, aż do 1988 r. kiedy to z wielu przyczyn festiwal nie odbył się. Do tego momentu zdarzało się, że organizatorzy napotykali liczne przeszkody w organizacji festiwalu, związane m.in. z kwestiami finansowymi, jednak zawsze udawało się je pokonać. Na sytuację w 1988 r. wpływ miały liczne czynniki: przemiany ustrojowo-polityczne, brak zainteresowania władz miasta i nowego ZSP oraz wypalenie się organizatorów. Jednak na wznowienie Jazzu nad Odrą nie trzeba było długo czekać, bowiem już w 1989 r. organizacją festiwalu zajął się Zdzisław Smektała (dziennikarz, literat). Mimo udanej XXV edycji, kolejna w 1990 r. nie doszła do skutku. Osoby ze środowiska jazzowego komentowały sytuację tłumacząc ją brakiem przygotowania ze strony organizatorów na nową gospodarkę rynkową. Szczęśliwie dla festiwalu, w 1991 r. pojawił się Remigiusz Lenczyk – ówczesny dyrektor Wydziału Kultury Urzędu Wojewódzkiego, który wziął w swoje ręce organizację festiwalu i jego finansowanie. W 1992 r. festiwal przejęła Fundacja Jazz nad Odrą (prezydent Wojciech Siwek), która  do współpracy zatrudniła profesjonalne firmy. Zmiana funkcjonowania festiwalu (nie był już studencką imprezą jazzową), negatywnie wpłynęła na jego wizerunek, który zaczął być kojarzony z komercją. Zniknął konkurs dla młodych talentów, a ich miejsce zajęli profesjonaliści, co spowodowało, że Jazz Nad Odrą stracił swój amatorski urok.
Dopiero w 1996, gdy prezydent Wrocławia – Bogdan Zdrojewski objął patronatem Jazz nad Odrą, a jego organizacją zajęło się Centrum Sztuki Impart, powrócono do dawnej formuły festiwalu, która zawierała konkurs. Nowy konkurs miał za zadanie wyłonić „indywidualność młodego polskiego jazzu”.
W 2001 r. miały miejsce dwa festiwale Jazz nad Odrą. Pierwszy odbył się w maju i był mniejszą wersją dotychczasowego festiwalu. Z powodu braku wystarczających dotacji ze strony miasta, Impart wycofał się z organizacji, a mikro wersja Jazzu nad Odrą powstała dzięki Fundacji. W tym samym roku miała też miejsce jego kolejna, 37 już edycja. 37 Jazz nad Odrą był zorganizowany przez Polskie Stowarzyszenie Jazzowe i zyskał tytuł I Międzynarodowego Jazzu nad Odrą. Festiwal w takim formacie doczekał się trzech edycji, po czym w 2004 r. powrócono do dawnej formuły i usunięto z nazwy przymiotnik „międzynarodowy”. Od tamtej pory festiwal odbywał się co roku bez zmian. Przez lata jego istnienia konkurs, który od 2011 r. stał się jeszcze bardziej atrakcyjny ze względu na wartość nagrody głównej (Grand Prix – Nagroda Prezydenta Wrocławia), zyskał również wysoką popularność w środowisku muzycznym i stał się swego rodzaju wyróżnieniem i nobilitacją dla zakwalifikowanych uczestników.
Po uzyskaniu przez miasto Wrocław tytułu „Europejskiej Stolicy Kultury 2016”, powstało Biuro Festiwalowe Impart 2016 r. (połączenie instytucji Wrocław 2016 r. z Centrum Sztuki Impart), które od 2013 r. zajmuje się organizacją festiwalu.

## Uczestnicy
Zagranicznymi gwiazdami jazzu zapraszanymi na festiwal byli m.in.: Pat Metheny, Paco de Lucía, McCoy Tyner, Larry Coryell, Al Di Meola, Buddy Rich, Stan Getz, John Surman, Don Cherry i inni. W 1988 r. na festiwalu miał wystąpić Chet Baker, który jednak zginął na kilka dni przed przyjazdem do Polski.
Wśród polskich artystów koncertujących podczas trwania festiwalu byli także muzycy niezwiązani ściśle z jazzem. Byli to m.in. Czesław Niemen, Tadeusz Nalepa, Hanna Banaszak, Edyta Bartosiewicz.

## Laureaci festiwalu w latach 1964–2013
| Rok  | Nr      | Czas trwania                   | I Nagroda w kategorii                         | Wykonawcy                                                 |
| ---- | ------- | ------------------------------ | --------------------------------------------- | --------------------------------------------------------- |
| 1964 | I       | 7–8 marca                      | zespół                                        | ex aequo: Jazz Band Ball ex aequo: Kwartet Ryszarda Kruzy |
| 1965 | II      | 5–7 marca                      | zespół                                        | ex aequo: Trio Włodzimierza Nahornego ex aequo: Flamingo  |
| 1966 | III     | 11–13 marca                    | zespół                                        | Trio Jacka Bednarka                                       |
| 1967 | IV      | 10–12 marca                    | zespół tradycyjny zespół nowoczesny           | Playing Family Kwintet Janusza Trzcińskiego               |
| 1968 | V       | 8–10 marca                     | zespół tradycyjny zespół nowoczesny           | Old Timers Paradox                                        |
| 1969 | VI      | 7–9 marca                      | zespół tradycyjny zespół nowoczesny           | High Society Band Kwartet Zbigniewa Seiferta              |
| 1970 | VII     | 6–8 marca                      | zespół tradycyjny zespół nowoczesny           | Old Metropolitan Band Kwartet Jerzego Lisewskiego         |
| 1971 | VIII    | 11–14 marca                    | zespół tradycyjny zespół nowoczesny           | Big Band „Stodoła” Teatr Instrumentalny Freedom           |
| 1972 | IX      | 9–12 marca                     | zespół tradycyjny zespół nowoczesny           | Sami Swoi Jazz Carriers                                   |
| 1973 | X       | 8–11 marca                     | zespół                                        | Laboratorium Kwartet Henryka Słaboszowskiego              |
| 1974 | XI      | 21–24 marca                    | zespół                                        | Spisek Sześciu                                            |
| 1975 | XII     | 20–23 marca                    | zespół                                        | Extra Ball                                                |
| 1976 | XIII    | 1–4 kwietnia                   | zespół                                        | Big Band PWSM Katowice                                    |
| 1977 | XIV     | 17–20 marca                    | zespół                                        | Świadectwo Dojrzałości                                    |
| 1978 | XV      | 15–19 marca                    | zespół                                        | Dzieci Adama                                              |
| 1979 | XVI     | 22–24 marca                    | zespół                                        | Breakwater                                                |
| 1980 | XVII    | 27–30 marca                    | zespół                                        | Antiquintet                                               |
| 1981 | XVIII   | 11–14 kwietnia                 | zespół                                        | ex aequo:Stinky Winkels ex aequo:Swiss Jazz Quintet       |
| 1982 | XIX     | 27–30 marca                    | nie było konkursu                             |                                                           |
| 1983 | XX      | 25–29 marca                    | nie było konkursu                             |                                                           |
| 1984 | XXI     | 10–13 marca                    | zespół                                        | Teddy Bear                                                |
| 1985 | XXII    | 23–26 marca                    | zespół                                        | Walk Away                                                 |
| 1986 | XXIII   | 24–27 marca                    | zespół                                        | Stan d’Art                                                |
| 1987 | XXIV    | 11–14 marca                    | zespół                                        | Sun Quartet                                               |
| 1988 |         | nie było festiwalu             |                                               |                                                           |
| 1989 | XXV     | 16–19 marca                    | nie było konkursu                             |                                                           |
| 1990 |         | nie było festiwalu             |                                               |                                                           |
| 1991 | XXVI    | 27–30 marca                    | nie było konkursu                             |                                                           |
| 1992 | XXVII   | 7–10 marca                     | nie było konkursu                             |                                                           |
| 1993 | XXVIII  | 6–9 marca                      | nie było konkursu                             |                                                           |
| 1994 | XXIX    | 5–7 maja                       | nie było konkursu                             |                                                           |
| 1995 | XXX     | 4–6 maja                       | nie było konkursu                             |                                                           |
| 1996 | XXXI    | 9–11 maja                      | zespół                                        | The Newest Trio                                           |
| 1997 | XXXII   | 8–10 maja                      | zespół                                        | Acoustic Jazz Quintet                                     |
| 1998 | XXXIII  | 7–9 maja                       | zespół                                        | Collegium                                                 |
| 1999 | XXXIV   | 6–8 maja                       | zespół                                        | Galaxy                                                    |
| 2000 | XXXV    | 4–5 maja                       | zespół                                        | Epsylon                                                   |
| 2001 | XXXVI   | nie było konkursu              |                                               |                                                           |
| 2001 | XXXVII  | 19–21 października             | nie było konkursu I Festiwal Międzynarodowy   |                                                           |
| 2002 | XXXVIII | 25–27 października             | nie było konkursu II Festiwal Międzynarodowy  |                                                           |
| 2003 | XXXIX   | 16–19 października             | nie było konkursu III Festiwal Międzynarodowy |                                                           |
| 2004 | XL      | 19–21 marca Wiosna 2004        | zespół                                        | Trio Kaczmarczyk-Barański-Dobrowolski                     |
| 2004 | XL      | 15–17 października Jesień 2004 | nie było konkursu                             |                                                           |
| 2005 | XLI     | 20–24 kwietnia                 | zespół                                        | Soundcheck                                                |
| 2006 | XLII    | 19–23 kwietnia                 | zespół                                        | Up To Date                                                |
| 2007 | XLIII   | 18–22 kwietnia                 | indywidualność jazzowa 2007 Grand Prix        | Jan Freicher (wibrafon), Fourth Floor                     |
| 2008 | XLIV    | 5–9 marca                      | Grand Prix                                    | Krzysztof Urbański (saksofon), Mid West Quartet           |
| 2009 | XLV     | 4–8 marca                      | Grand Prix                                    | Daniel Šoltis (perkusja)                                  |
| 2010 | XLVI    | 28 lutego – 6 marca            | Grand Prix nie przyznano                      |                                                           |
| 2011 | XLVII   | 2–6 marca                      | Grand Prix Nagroda Prezydenta Wrocławia       | Tuźnik-Kądziela Quartet                                   |
| 2012 | XLVIII  | 18–22 kwietnia                 | Grand Prix                                    | Szymon Mika (gitara), Organ Spot                          |
| 2013 | XLIX    | 9–14 kwietnia                  | Grand Prix Nagroda Prezydenta Wrocławia       | Licak-Wośko Quartet                                       |
| 2014 | L       | 4–13 kwietnia                  | indywidualność jazzowa 2014 Grand Prix        | NSI Quartet                                               |
| 2015 | LI      | 14–20 kwietnia                 | indywidualność jazzowa 2015 Grand Prix        | Vehemence Quartet                                         |
| 2016 | LII     | 26-30 kwietnia                 | indywidualność jazzowa 2016 Grand Prix        | Skicki-Skiuk                                              |
| 2017 | LIII    | 26–30 kwietnia                 | indywidualność jazzowa 2017 Grand Prix        | Adam Jarzmik Quintet                                      |

## Wybrane edycje
- 1964 – I Ogólnopolski Przegląd Studenckich Zespołów Jazzowych
- 1965 – II Festiwal Zespołów i Wokalistów Jazzowych „Jazz nad Odrą”
- 1966 – III Ogólnopolski Festiwal Zespołów i Wokalistów Jazzowych „Jazz nad Odrą”
- 1967 – IV Krajowy Festiwal Zespołów i Wokalistów Jazzowych „Jazz nad Odrą”
- 1968 – V Studencki Festiwal Jazzowy „Jazz nad Odrą”
- 1969 – VI Studencki Festiwal Jazzowy „Jazz nad Odrą”